# Coppa del Portogallo 2006-2007 (hockey su pista)
La Coppa del Portogallo 2006-2007 è stata la 34ª edizione della principale coppa nazionale portoghese di hockey su pista. La competizione ha avuto luogo dal 30 settembre 2006 al 27 maggio 2007 con la disputa delle final four a São João da Madeira. Il trofeo è stato conquistato dal Académico Cambra per la prima volta nella sua storia superando in finale il Braga.

## Risultati

### Ottavi di finale
| Squadra 1        | Risultato | Squadra 2          |
| ---------------- | --------- | ------------------ |
| Amadora          | 5 - 6     | Espinho            |
| Cascais          | 7 - 8     | Juventude Ouriense |
| Sesimbra         | 3 - 4     | Braga              |
| Biblioteca       | 1 - 11    | Juventude Viana    |
| Paço de Arcos    | 0 - 1     | Portosantese       |
| Académico Cambra | 4 - 1     | Candelária         |
| Oliveirense      | 2 - 1     | Benfica            |
| Porto            | 14 - 3    | Fisica             |

### Quarti di finale
| Squadra 1    | Risultato   | Squadra 2          |
| ------------ | ----------- | ------------------ |
| Porto        | 4 - 3 (dtr) | Juventude Viana    |
| Braga        | 5 - 4 (dtr) | Oliveirense        |
| Espinho      | 3 - 4 (dtr) | Académico Cambra   |
| Portosantese | 3 - 1 (dtr) | Juventude Ouriense |

### Final four

#### Semifinali
| São João da Madeira 26 maggio 2007     | Braga          | 5 – 5 (d.t.s.) | Porto |  |
| \| \| \| \| \| \| Shootout 1 – 0 \| \| |                |                |       |  |
|                                        |                |                |       |  |
|                                        | Shootout 1 – 0 |                |       |  |

| São João da Madeira 26 maggio 2007     | Académico Cambra | 3 – 3 (d.t.s.) | Portosantese |  |
| \| \| \| \| \| \| Shootout 2 – 1 \| \| |                  |                |              |  |
|                                        |                  |                |              |  |
|                                        | Shootout 2 – 1   |                |              |  |

#### Finale
| São João da Madeira 27 maggio 2007     | Braga          | 4 – 4 (d.t.s.) | Académico Cambra |  |
| \| \| \| \| \| \| Shootout 1 – 2 \| \| |                |                |                  |  |
|                                        |                |                |                  |  |
|                                        | Shootout 1 – 2 |                |                  |  |